# Annual Review of Earth and Planetary Sciences
Annual Review of Earth and Planetary Sciences is een internationaal, aan collegiale toetsing onderworpen wetenschappelijk tijdschrift op het gebied van de astronomie. De naam wordt in literatuurverwijzingen meestal afgekort tot Annu. Rev. Earth Planet. Sci. Het verschijnt jaarlijks.
Het eerste nummer verscheen in 1973.